# Weizen
Als Weizen wird eine Reihe von Pflanzenarten der Süßgräser (Poaceae) der Gattung Triticum bezeichnet, die als Getreide angebaut werden. Etymologisch leitet sich das Wort Weizen vom „weißen“ (hellen) Mehl und der hellen Farbe der Weizenfrucht ab, der Gattungsname Triticum (Mahlfrucht, Dreschgetreide) vom lateinischen Partizip tritum (gerieben, gedroschen).
Weichweizen (Brotweizen) macht über 90 % der weltweiten Erntemenge aus. Weichweizen ist meist ein Kolbenweizen. Der Begriff bezieht sich auf das  Erscheinungsbild der Ähre, die sich von Gerste und Roggen daran unterschieden lässt, dass die kräftigen Körner keine Grannen besitzen. Die Ähren des eher in trockenem Klima angebauten Hartweizen tragen hingegen häufig Grannen (Grannenweizen, Bartweizen).
Hartweizen macht weltweit bis zu 10 % der Erntemenge aus. Die eher gelblichen Körner haben einen hohen Proteingehalt (Gluten/ Kleber) und werden etwa zur Herstellung von Pasta genutzt.
Weizen nimmt weltweit die größte Anbaufläche ein und der Welthandel mit Weizen übertrifft die Handelsmenge aller anderen Feldfrüchte zusammengenommen.
Nach dem Mais und vor dem Reis erreicht Weizen die größte Erntemenge und ist in unterschiedlicher Ausprägung in allen Kulturkreisen bekannt. Weizen gehört wie die meisten Getreidearten zu den C3-Pflanzen.
Genetisch werden Weizenarten in diploide (Einkorn), tetraploide (Rauweizen) und hexaploide (Weichweizen) Formengruppen eingeteilt.
Ursprünglich gab es eine große Farben- und Formenvielfalt. Sogenannter Wunderweizen hat verzweigte Ähren, die vermutlich auf eine genetische Mutation zurückzuführen sind.

## Beschreibung

### Vegetative Merkmale
Die Weizen-Arten sind einjährige Gräser, die Wuchshöhen von etwa 40 bis 160 Zentimeter erreichen und die Büschel bilden. Der Halm ist rundlich und aufrecht. Die Blattscheiden sind bis zum Grund hin offen. Das Blatthäutchen ist ein kurzer häutiger Saum. Die Blattspreiten sind 4 bis 20 Zentimeter lang und flach ausgebreitet. Sie tragen am Grund zwei sichelförmige Öhrchen.

### Generative Merkmale
Der endständige Blütenstand ist eine Ähre, die (ohne die Grannen) 6 bis 18 Zentimeter lang wird. Die Ährchen sitzen meist zweizeilig oder einzeln und wechselständig und ungestielt an den Knoten der Ährenspindel. Die Ährchen sind 2- bis 5- (bis 9-) blütig und sind seitlich zusammengedrückt. Die Hüllspelzen sind untereinander fast gleich, drei- bis elf-nervig, bauchig; ihr Kiel läuft in einen kräftigen Zahn oder in eine Granne aus. Die Deckspelzen sind 7- bis 11-nervig, kahnförmig und sind unbegrannt oder laufen in eine Granne aus. Die zweinervigen Vorspelzen sind meist nur wenig kürzer als die Deckspelzen. Die Staubbeutel der 3 Staubblätter sind 2 bis 5 Millimeter lang. Die Früchte werden botanisch als „einsamige Schließfrüchte“ (Karyopsen) bezeichnet, die Tausendkornmasse beträgt 40–65 Gramm.

## Systematik
Die Gattung Triticum gliedert sich in folgende Sektionen:
- Triticum sect. Monococcon Dumortier, mit den Arten:
  - Triticum monococcum L. (Typus-Art)
  - Triticum urartu Thumanjan ex Gandilyan
- Triticum sect. Pyrachne Dumortier, mit den Arten:
  - Triticum polonicum L. (Typus-Art)
  - Triticum turgidum L.
  - Triticum timopheevii (Zhuk.) Zhuk.
- Triticum sect. Triticum (Synonym: Triticum sect. Frumentum Dumort., Triticum sect. Spelta Dumort.)
  - Triticum aestivum L. (Typus-Art)
  - Triticum × zhukovskyi Menabde & Erizin

Die Gattung Triticum umfasst nach R. Govaerts fünf Arten, von denen fast jede mehrere Unterarten umfasst:

### Arten

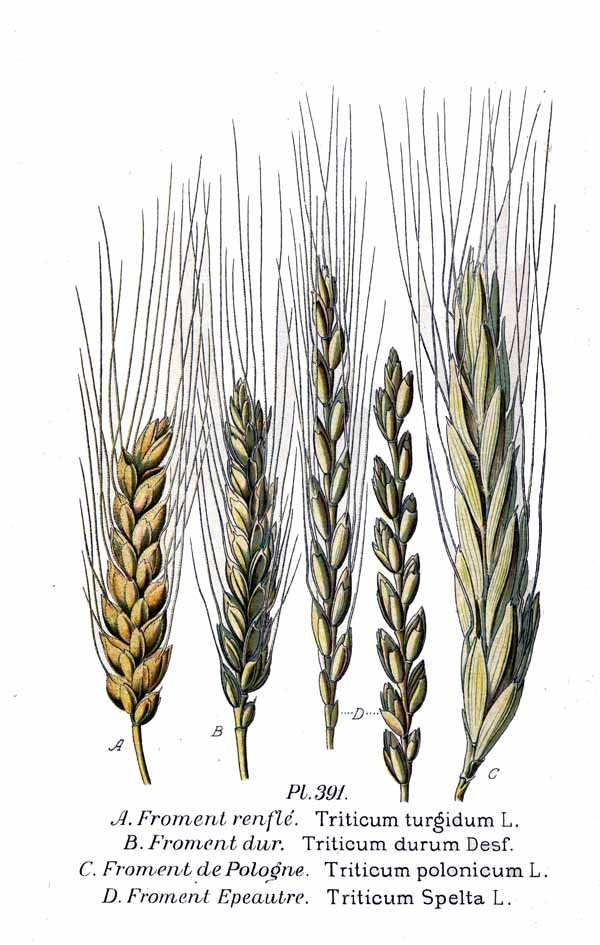
A Rauweizen (Triticum turgidum)
B Hartweizen (Triticum turgidum subsp. durum)
C Polnischer Weizen/ Gommer (Triticum turgidum subsp. polonicum)
D Dinkel (Triticum aestivum subsp. spelta)

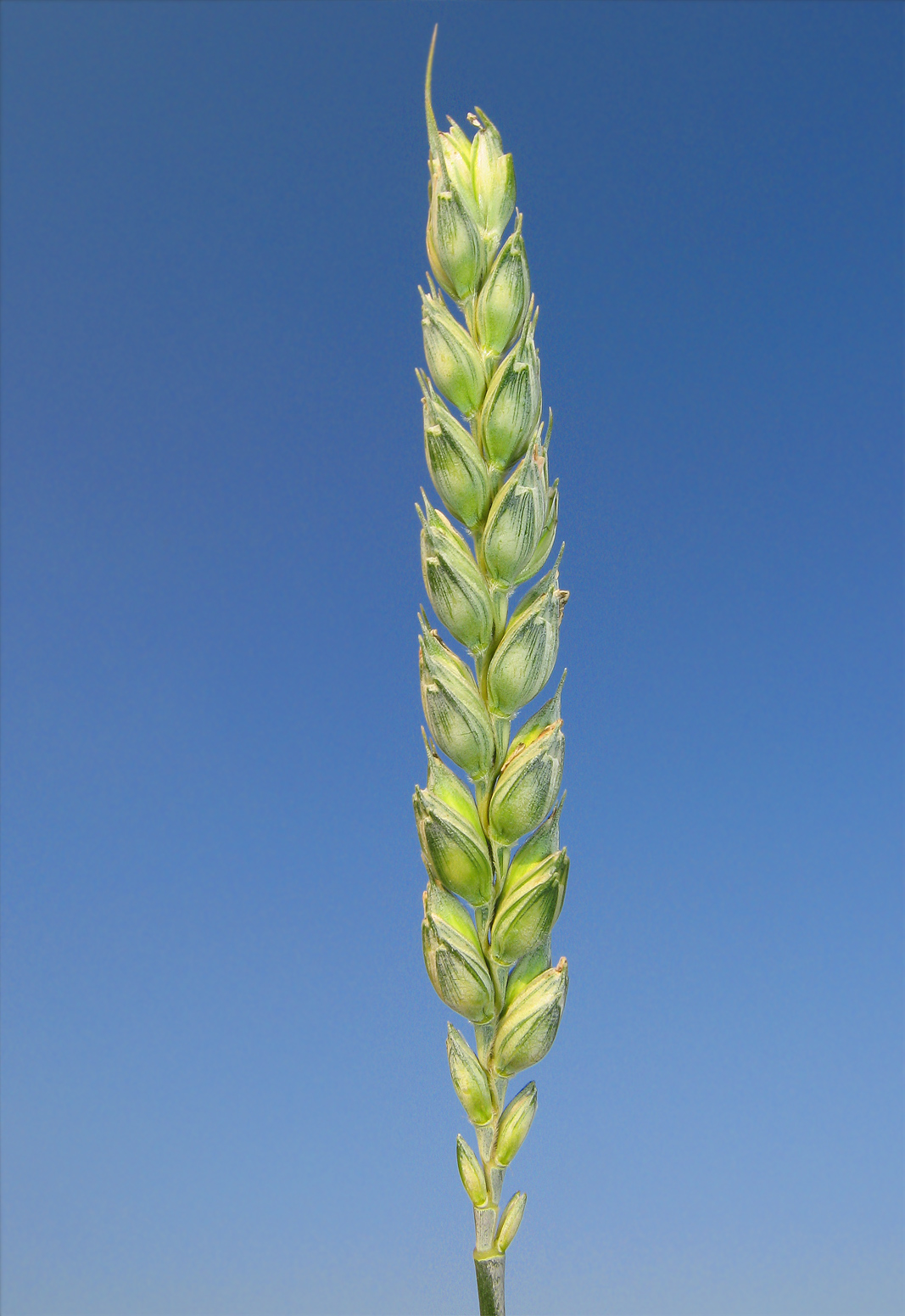
Weizenähre

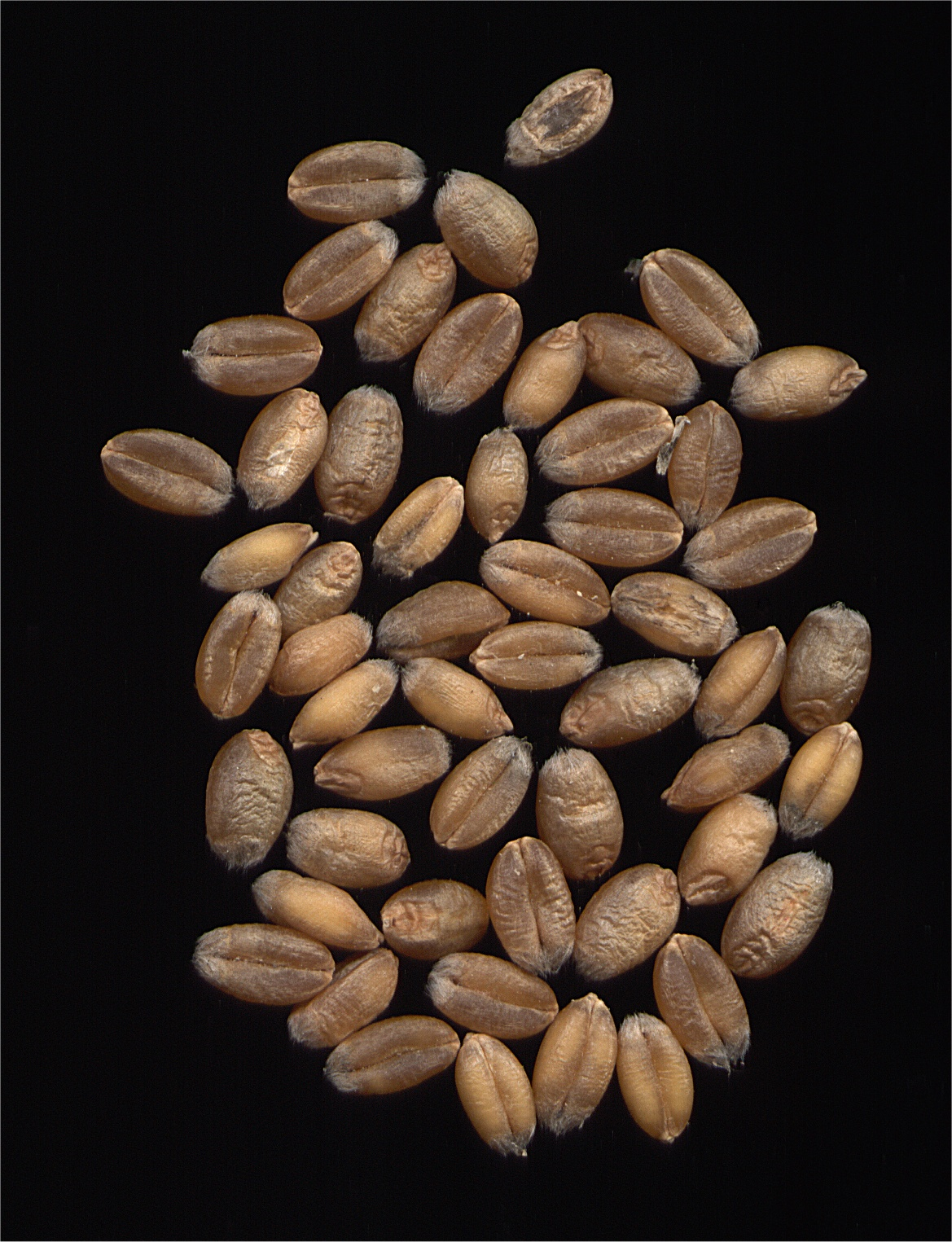
Weizenkörner

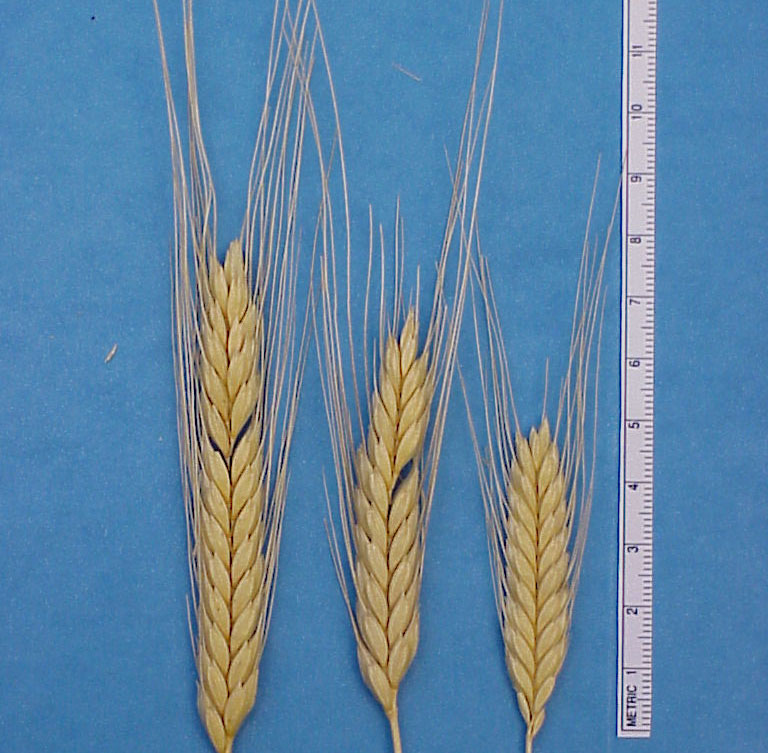
Einkorn (Triticum monococcum)

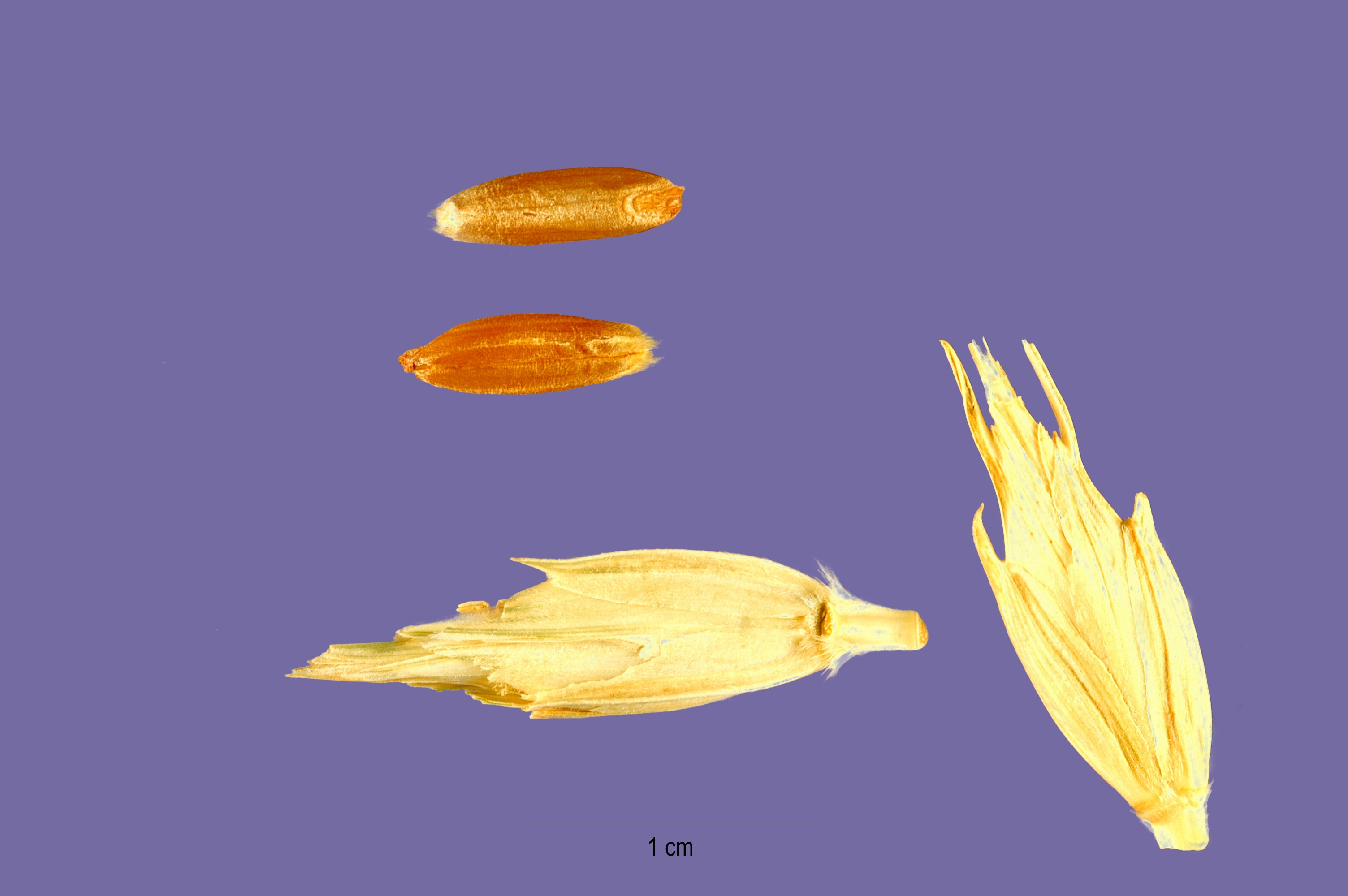
Früchte von Triticum x zhukovskyi

- Weichweizen (Triticum aestivum L.); wird weltweit kultiviert. Mit fünf bis sieben Unterarten:
  - Triticum aestivum subsp. aestivum (Syn.: Triticum vavilovii Jakubz.)
  - Zwergweizen, Igelweizen oder Binkel (Triticum aestivum subsp. compactum (Host) Domin, Syn.: Triticum compactum Host): Er kommt ursprünglich von Transkaukasien bis Israel vor.[8]
  - Triticum aestivum subsp. macha (Dekapr. & Menabde) McKey (Syn.: Triticum macha Dekapr. & Menabde): Sie kommt wild im westlichen Transkaukasien vor.[8]
  - Dinkel (Triticum aestivum subsp. spelta (L.) Thell., Syn.: Triticum spelta L.): Ursprünglich in Transkaukasien.
  - Kugelweizen (Triticum aestivum subsp. sphaerococcum (Percival) Mac Key, Syn.: Triticum sphaerococcum Percival): Kommt wild vom südlichen Pakistan bis zum nordwestlichen Indien vor.[8]

- Einkorn (Triticum monococcum L.): Die Heimat ist Ost- und Südosteuropa sowie Westasien und der Kaukasusraum.[8] Mit zwei Unterarten:
  - Triticum monococcum subsp. aegilopoides (Link) Thell. (Syn.: Triticum baeoticum Boiss.): Kommt ursprünglich von Südosteuropa bis Afghanistan vor.[8]
  - Freidreschendes Einkorn (Triticum monococcum subsp. monococcum, Syn.: Triticum sinskajae Filat. & Kurkiev): Kommt ursprünglich in der südöstlichen Türkei vor.[8]

- Triticum timopheevii (Zhuk.) Zhuk., kommt von der südöstlichen Türkei bis zum nordwestlichen Iran vor.[8] Mit den Unterarten:
  - Triticum timopheevii subsp. armeniacum (Jakubz.) Slageren (Syn.: Triticum araraticum Jakubz.): Sie kommt im südlichen Transkaukasien vor.[8]
  - Triticum timopheevii subsp. timopheevii (Syn.: Triticum militinae Zhuk. & Migush., Triticum timonovum Heslot & Ferrary): Sie kommt von der südöstlichen Türkei bis zum nordwestlichen Iran vor.[8]

- Rauweizen, Nacktweizen oder Englischer Weizen (Triticum turgidum L.): Die Heimat ist Westasien. Mit mehreren Unterarten:
  - Triticum turgidum subsp. asiaticum (Vavilov) H. Scholz: Sie kommt in der früheren Tschechoslowakei, in Bulgarien, in der Türkei, auf der Krim und im Kaukasusraum vor.[9]
  - Persischer Weizen (Triticum turgidum subsp. carthlicum (Nevski) Á.Löve, Syn.: Triticum carthlicum Nevski): Sie kommt vom Kaukasusraum bis zum Iran vor.[8]
  - Triticum turgidum subsp. dicoccoides (Asch. & Graebn.) Thell. (Syn.: Triticum dicoccoides (Asch. & Graebn.) Schweinf.): Sie kommt vom östlichen Mittelmeergebiet bis zum Kaukasusraum und zum Iran vor.
  - Emmer (Triticum turgidum subsp. dicoccum (Schrank ex Schübl.) Thell., Syn.: Triticum dicoccon Schrank ex Schübl., Triticum ispahanicum Heslot, : Wild in der südöstlichen Türkei.[8]
  - Hartweizen, Durumzweizen, Gerstenweizen oder Glasweizen[10] (Triticum turgidum subsp. durum (Desf.) Husn., Syn.: Triticum durum Desf.): Wild in Ägypten.[8]
  - Triticum turgidum subsp. georgicum (Dekapr. & Menabde) Mackey ex Hanelt (Syn.: Triticum karamyschevii Nevski, Triticum turgidum subsp. palaeocolchicum Á. Löve & D. Löve): Kommt im westlichen Transkaukasien vor.[8]
  - Triticum turgidum subsp. maroccanum (Flaksb.) H. Scholz[9]
  - Galizischer Weizen, Polnischer Weizen oder Gommer (Triticum turgidum subsp. polonicum (L.) Thell., Syn.: Triticum polonicum L., Triticum petropavlovskyi Udachin & Migush.): Wild im Mittelmeerraum, Äthiopien, Russland und einigen anderen Regionen Asiens.[8][11]
  - Triticum turgidum subsp. pyramidale (Percival) Valdés & H. Scholz: Sie wird in Ägypten kultiviert.[9]
  - Triticum turgidum subsp. subspontaneum (Tzvelev) Valdés & H. Scholz: Sie kommt in der Türkei und in Georgien vor.[9]
  - Khorasan-Weizen, Kamut (Triticum turgidum subsp. turanicum (Jakubz.) Á.Löve, Syn.: Triticum turanicum Jakubz.): Sie kommt vom nördlichen Irak zum nördlichen Iran und dem nordwestlichen China vor.[8] Möglicherweise ein natürlicher Hybrid aus Hartweizen (Triticum durum) und einer Weizen-Wildform (Triticum polonicum).
  - Triticum turgidum subsp. turgidum, Syn.: Triticum jakubzineri (Udachin & Shakhm.) Udachin & Shakhm., Triticum compositum L.): Sie kommt wild im Gebiet von Syrien und Libanon vor.[12]
  - Triticum turgidum subsp. volgense (Flaksb.) Á Löve & D. Löve: Sie kommt in Russland vor.[9]

- Triticum urartu Thumanyan ex Gandilyan: Die Heimat ist Armenien, Iran, Irak, Palästina, das Gebiet von Syrien und Libanon, der Kaukasusraum und die östliche Türkei.[8]

- Triticum ×zhukovskyi Menabde & Ericzjan = Triticum monococcum × Triticum timopheevii; wird in Georgien kultiviert.[13] Sie kommt nach POWO wild in Transkaukasien vor.[12]

In die Gattung Triticum werden manchmal auch die nahe verwandten Walche (Aegilops) eingeschlossen, von denen einige Arten in die kultivierten Weizenarten eingekreuzt wurden.

## Ackerbaulich wichtige Weizenarten

### Arten
- Weichweizen (Triticum aestivum L.) ist eine hexaploide Weizenart und wird mit der weitesten Verbreitung angebaut. Es gibt eine Vielzahl von Sorten, die an unterschiedliche Klimate angepasst sind.
- Dinkel oder Spelz (Triticum aestivum subsp. spelta (L.) Thell.), ebenfalls hexaploid, wird als spezielles Brotgetreide begrenzt angebaut. Das in der Milchreife geerntete und geröstete Korn, Grünkern genannt, ist mineralstoffreich und stark aromatisch.
- Emmer (Triticum turgidum subsp. dicoccum (Schrank ex Schübl.) Thell.) ist eine tetraploide Weizenart, die historisch angebaut wurde, heute aber keine wirtschaftliche Bedeutung mehr hat.
- Hartweizen (Triticum turgidum subsp. durum (Desf.) Husn.) ist die einzige tetraploide Weizenart, die heute noch verbreitet angebaut wird.
- Einkorn (Triticum monococcum L.) ist die älteste Kulturweizenart. Es handelt sich um eine diploide Weizenart.[14] Sie wird heute noch aus wissenschaftlichen Gründen oder zu Illustrationszwecken angebaut, ist aber auch im Naturkosthandel wieder erhältlich und dient zur Produktion von Backwaren und Bier.

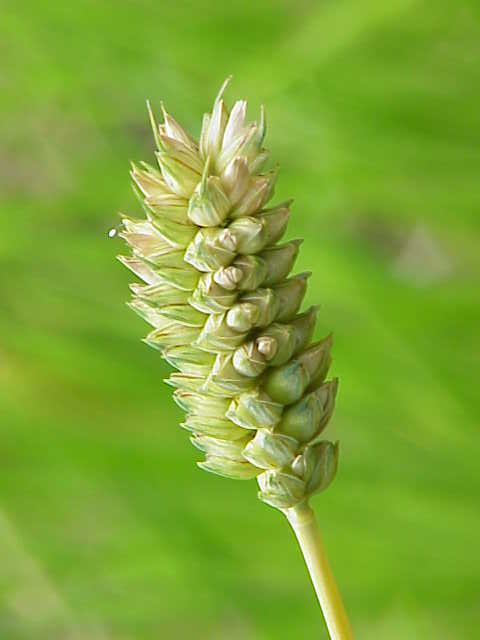
Zwergweizen (Triticum aestivum subsp. compactum)
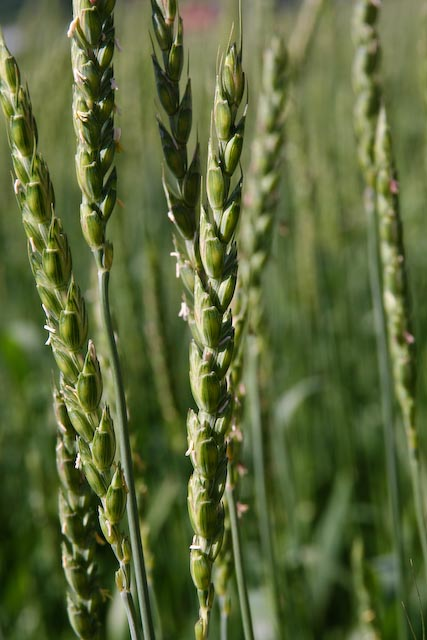
Dinkel (Triticum aestivum subsp. spelta)
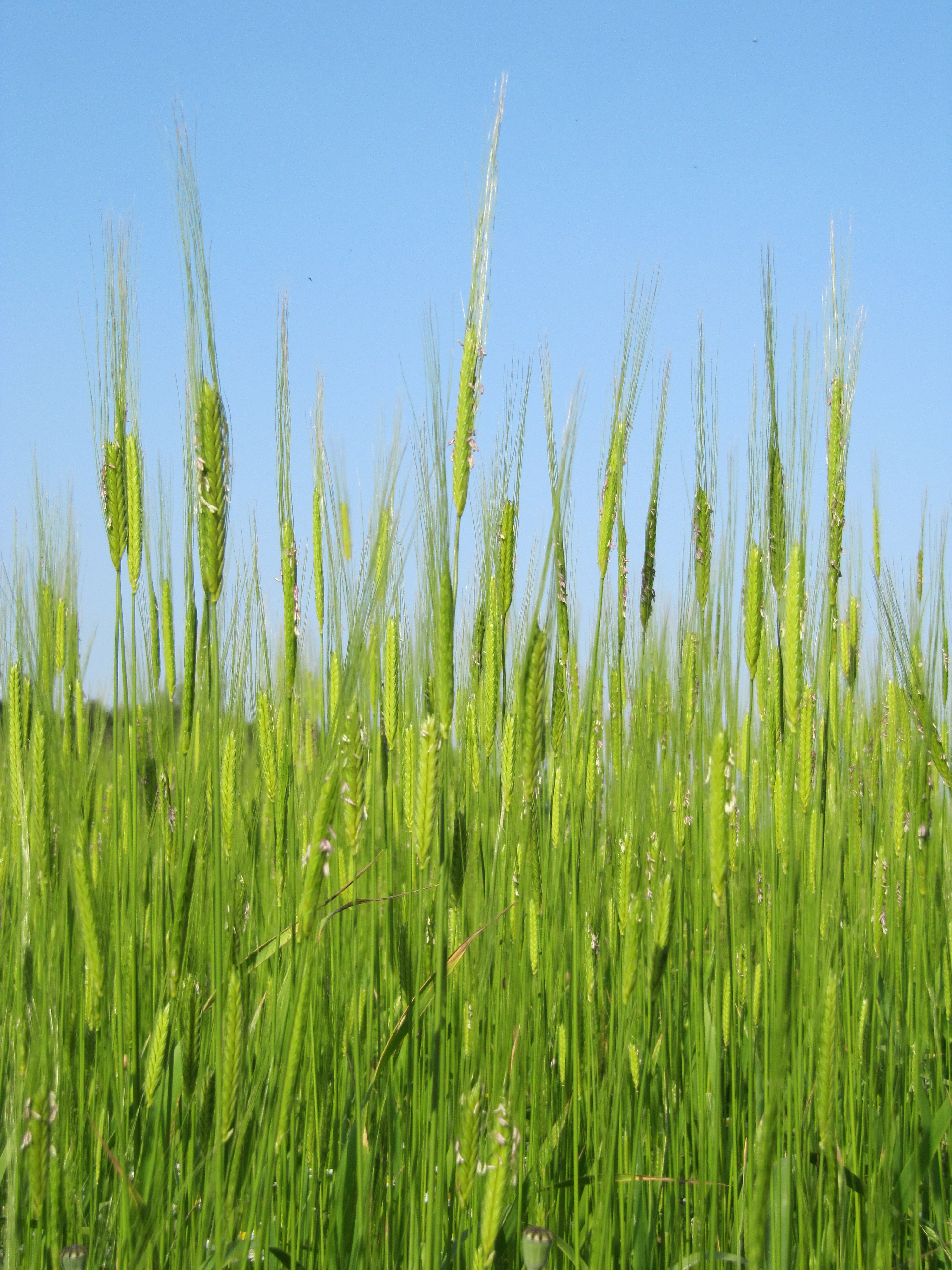
Einkorn (Triticum monococcum)
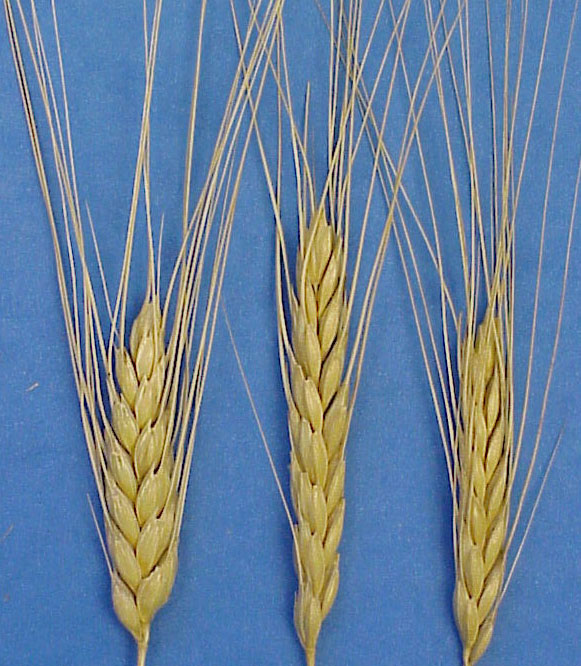
Emmer (Triticum turgidum subsp. dicoccum)
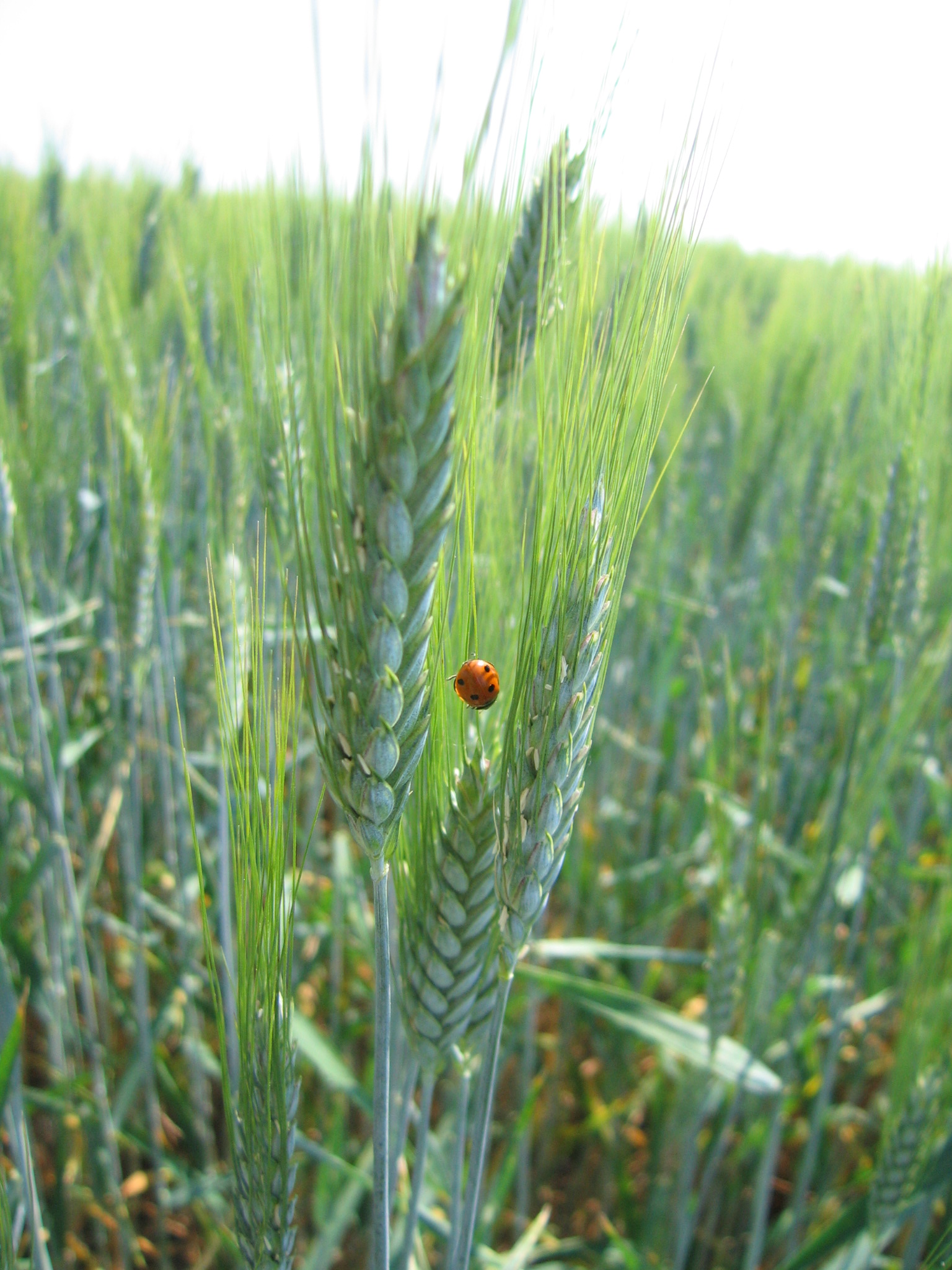
Hartweizen (Triticum turgidum subsp. durum)

### Sorten
Das Bundessortenamt teilt mit seiner Zulassung die Weichweizensorten in vier sogenannte Backqualitätsgruppen ein. (Hauptmerkmal der Einteilung ist die Volumenausbeute im Rapid-Mix-Test, einem Backversuch):
- E-Gruppe: Eliteweizen – mit hervorragenden Eigenschaften und höchster Volumenausbeute der Backqualitätsgruppen. Eliteweizen wird meistens zum Aufmischen schwächerer Weizensorten verwendet oder exportiert.
- A-Gruppe: Qualitätsweizen mit hoher Eiweißqualität, aber geringeren Anforderungen an die Volumenausbeute als bei Eliteweizen. Kann Defizite anderer Sorten ausgleichen.
- B-Gruppe: Brotweizen – alle Sorten, die für die Gebäckherstellung gut geeignet sind, die Volumenausbeute darf diejenige der Qualitätsweizen noch unterschreiten.
- C-Gruppe: Sonstiger Weizen, welcher hauptsächlich als Futter verwendet wird.[16]
- Bei Weizensorten, die besonders für Flachwaffel- und Hartkeksherstellung geeignet sind, wird die Qualitätsgruppe mit dem Index ‚K‘ an der Qualitätsgruppe gekennzeichnet, also zum Beispiel CK.[15]

## Domestizierung, Züchtung und Ausbreitung des Anbaus

### Geschichte
Der heutige Saatweizen ging aus der Kreuzung mehrerer Getreide- und Wildgrasarten hervor. Die ersten angebauten Weizenarten waren wilder Weizen (Triticum boeoticum) – später die domestizierte Form Einkorn (Triticum monococcum) und wilder Emmer (Triticum dicoccoides (Asch. & Graebn.) Schweinf.) – später der domestizierte Emmer (Triticum dicoccum). Ihr Herkunftsgebiet ist der Vordere Orient (Fruchtbarer Halbmond).
Die ältesten Nacktweizenfunde stammen aus der Zeit zwischen 7800 und 5200 v. Chr. aus dem Gebiet des heutigen Iran.
Damit ist Weizen nach der Gerste die zweitälteste Getreideart. Mit seiner Ausbreitung nach Nordafrika und Europa gewann der Weizen grundlegende Bedeutung.
Die ältesten Funde von Nacktweizen in Europa stammen aus dem westmediterranen Raum, dem Siedlungsbereich der Cardial- oder Impressokultur. Im Endneolithikum war der Nacktweizen nach zeitweiliger Ausbreitung über Mitteleuropa auf eine Region beiderseits des Oberrheins und der Schweiz reduziert. Doch lange blieb der Anbau hinter dem der Getreidearten Einkorn, Emmer und Gerste zurück. Erst durch das Weißbrot, das ab dem 11. Jahrhundert in Mode kam, etablierte sich der Weizen. Heute ist Weizen in Deutschland die am häufigsten angebaute Getreideart und nimmt den größten Anteil der Getreideanbauflächen ein.
Einkorn (Triticum monococcum) ist die ursprünglichste Form des kultivierten Weizens; man findet auch heute noch Wildformen des Einkorns, so dass die Domestizierung mittels menschlicher Auslese klar erscheint. Aus dem Einkorn entwickelte sich durch Bildung eines Additionsbastards mit einem anderen Wildgras (evtl. Aegilops speltoides Tausch, Syn. Triticum speltoides (Tausch) K. Richt.) in vorgeschichtlicher Zeit der tetraploide Emmer (Triticum dicoccum), aus dem später durch Zucht Arten wie Hartweizen und Kamut entstanden.
Der heute vorwiegend angebaute Weichweizen (Triticum aestivum) ist eine jüngere Züchtung und genetisch relativ weit von den in historischen Quellen genannten „Weizen“ entfernt. Der Weizen Roms war Emmer (far). Der moderne Weizen entstand durch die Aufnahme des gesamten Gensatzes des Wildgrases Aegilops tauschii Coss. (Syn. Triticum tauschii (Coss.) Schmalh., Aegilops squarrosa auct.) in den Emmer.

### Forschung
Das Brotweizengenom umfasst aufgrund seiner langen Hybridisierungsgeschichte ca. 17 Milliarden Basenpaare und ist damit rund fünfmal so lang wie das des Menschen.
In einem jahrelangen Projekt unter Teilnahme von 200 Forschern aus 73 Einrichtungen konnte das Weizengenom kartiert werden. Im August 2018 berichtete das Magazin Science, dass das International Wheat Genome Sequencing Consortium das Genom des Weichweizens fast komplett entschlüsselt habe. Ein wichtiger Teilschritt war zuvor 2017 gelungen, indem das Genom von tetraploidem Emmer, der einen Teil des hexaploiden Weizens darstellt, sequenziert wurde. Weizenzüchter aus bedeutenden Exportländern erwarten große Fortschritte bei konventionell und gentechnisch erzeugten Sorten, je genauer die Lage und Funktion der einzelnen Gene bekannt ist.

### Transgener Weizen
In den USA wurde 2004 ein von Monsanto hergestellter transgener Weizen, der Glyphosatresistenz gegenüber dem Pflanzenschutzmittel Roundup (Glyphosat) vermittelt, zum Anbau zugelassen. Monsanto hat in den folgenden Jahren aber auf eine Kommerzialisierung verzichtet wegen des Widerstands der EU, Japans, Kanadas und anderer Staaten, der den lukrativen Export amerikanischen Weizens gefährdet hätte. Da nachgewiesen wurde, dass ein Auskreuzen von Transgenen aus gentechnisch verändertem Weizen auf verwandte Grasarten, wie Walch (Aegilops cylindrica) möglich ist, ist der Einsatz gentechnisch veränderten Weizens problematisch.
Im Jahr 2013 wurde glyphosatresistenter Weizen in einem Acker in Oregon (USA) gefunden. Auf welche Weise dieser transgene Weizen, der aus der Produktion von Monsanto stammt, unkontrolliert wachsen konnte, ist nicht aufgeklärt worden. In der Schweiz führt die Universität Zürich seit 2008 Feldversuche mit transgenen Weizenlinien durch, die eine höhere Resistenz gegen Mehltau aufweisen.

## Anbau

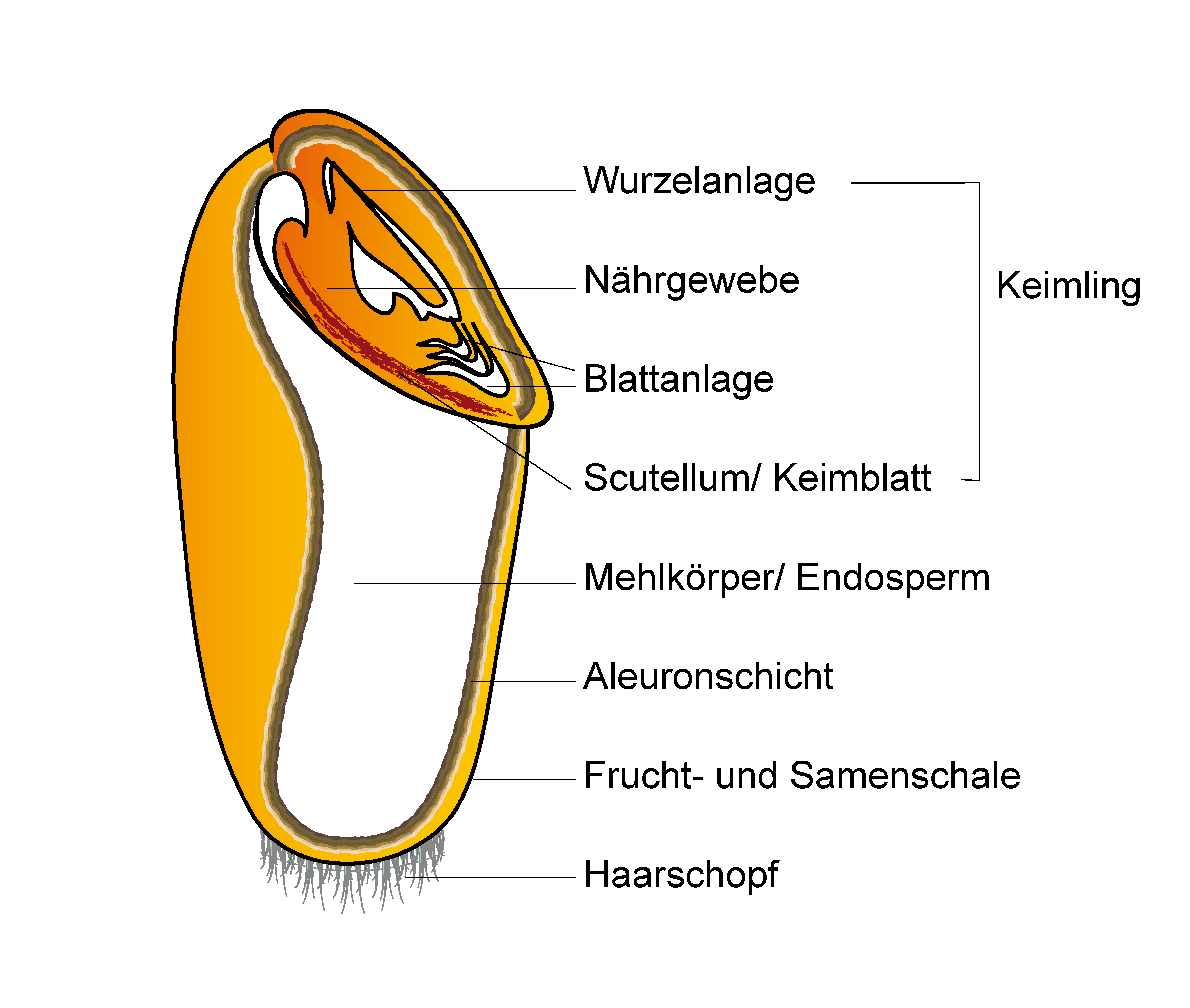
Schematischer Längsschnitt durch ein Weizenkorn

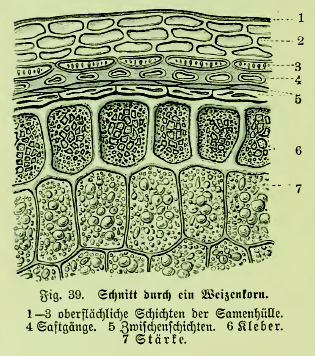
Verschiedene Schichten des Weizenkorns

Stickstoffgaben werden zu verschiedenen Zeitpunkten benötigt

Weizen stellt an Klima, Boden und Wasserversorgung höhere Ansprüche als andere Getreidearten.
Weizen ist an trockene und warme Sommer angepasst. Eine moderne Kreuzung aus Weizen und Roggen, Triticale, erlaubt den Anbau in kühleren Klimazonen.

### Winterweizen
In Deutschland wird auf über 90 % der Weizenanbauflächen Winterweizen ausgesät. Winterweizen wird, nach Ende der Keimruhe des Saatguts, im Herbst ausgesät (ab Ende September bis in den Dezember hinein). Abhängig von Höhenlage und Saatzeitpunkt werden ungefähr 280 bis 520 Körner pro m² ausgesät. Aufgrund der großen Bandbreite der Tausendkornmasse des Weizens von unter 40 bis über 60 g ist die Angabe einer durchschnittlichen Saatmenge in kg/ha schwierig, bei einer angestrebten Saatdichte von rund 320 Pflanzen pro m² und einer Tausendkornmasse von 48 g ergäbe sich beispielsweise eine Saatmenge von rechnerisch ca. 154 kg pro Hektar.
Bei Saat in das herbstliche Saatbett ist zu beachten, dass Weizen kein Dunkelkeimer ist, sondern ein lichtneutrales Keimverhalten aufweist. Bei der Saattiefe muss daher keine besonders große Tiefe gewählt werden, um gute Keimung zu gewährleisten. Bei feuchtwarmem Boden keimen die Samenkörner schnell und führen in 15–20 Tagen zum Feldaufgang. Die kleinen Pflanzen bilden Nebensprossen (Bestockung) aus und überwintern.
Wie alle Wintergetreidearten benötigt auch Winterweizen zum Abbau der Schosshemmung eine Vernalisation durch Frosttemperaturen. Die Hauptbestockung findet erst im Frühjahr statt und ist stark von Sorte und Pflegemaßnahmen abhängig. Bei später Aussaat, die meistens mit niedrigen Bodentemperaturen verbunden ist, verläuft die Keimung langsamer. Eine Keimung findet allerdings auch noch bei Bodentemperaturen von 2 bis 4 °C statt. Winterweizen ist daher spätsaatverträglich, die Aussaat somit bis Dezember möglich. Eine späte Aussaat kann aber zu unteroptimalen Ernteerträgen führen und verlangt höhere Saatdichten. Obwohl Weizen (sortenabhängig) bis ca. −20 °C frostresistent ist, bevorzugt er insgesamt ein gemäßigtes Klima.
Im Frühjahr setzt das Streckungswachstum (Schossen) ein, und die Blätter entwickeln sich. Am Ende der Streckungsphase ist bereits eine vollständige Ähre mit Ährchen und Blüten vorhanden. Die Ähren schieben nach außen, und mit der Blüte ist die Pflanzenentwicklung abgeschlossen. Nach der (Selbst-)Befruchtung entwickeln sich die Körner. Je Pflanze bilden sich zwei bis drei Ähren tragende Halme aus, was etwa 350 bis 700 Halme je m² entspricht.
In jeder Ähre bilden sich etwa 25 bis 40 Körner aus. Sie bestehen in der Vollreife aus ca. 70 % Stärke, ca. 10–12 % Eiweiß, ca. 2 % Fett und ca. 14 % Wasser. Die Höhe der genannten Inhaltsstoffe hängt von der Sorte, der Düngung und beim Wasser von Luftfeuchtigkeit sowie Regen ab.
Gegen Unkräuter, Schadinsekten, Pilze und übermäßiges Wachstum sind im konventionellen Anbau mehrere Pflanzenschutzanwendungen erforderlich. Für den optimalen Ertrag hat auch eine ausreichende und ausgeglichene Nährstoffversorgung zu erfolgen, wobei insbesondere die Stickstoffdüngung in mehreren Gaben (Portionen) notwendig ist.
Die Ernte findet im Hochsommer des auf die Aussaat folgenden Jahres statt. Das Stroh verbleibt gehäckselt auf dem Feld oder wird als Einstreu für die Tiere zu Ballen gepresst und abgefahren. Ab Ende der 2000er Jahre wurde auch vermehrt die sogenannte Sikkation betrieben. Hierbei wird das Getreide kurz vor der Ernte mit Herbiziden (wie Glyphosat) gespritzt, um die Reife zu beschleunigen. Eine Anwendung von Glyphosat zur Arbeitserleichterung entspricht aber nicht der guten fachlichen Praxis und wurde deshalb ab 2014 eingeschränkt und ist nun seit 2024 gänzlich verboten.

### Sommerweizen
Sommerweizen (Triticum durum bzw. Triticum sativum) wird möglichst frühzeitig im Frühjahr ausgesät; er braucht keine Vegetationsruhephase, muss also nicht vernalisiert werden. Seine Kornerträge liegen in der Regel deutlich unter denen von Winterweizen. Die Körner haben eine glasigere Struktur als Winterweizen, sind aber proteinreicher. Die Sommerweizenproduktion machte in Deutschland im Jahr 2009 mit 0,2 Mio. t lediglich 0,8 % der gesamten Weizenernte aus.
Unter Wechselweizen versteht man einen Sommerweizen, der bereits im Herbst (November/Dezember) des Vorjahres ausgesät werden kann.

## Wirtschaftliche Bedeutung

### Bedeutung als Grundnahrungsmittel

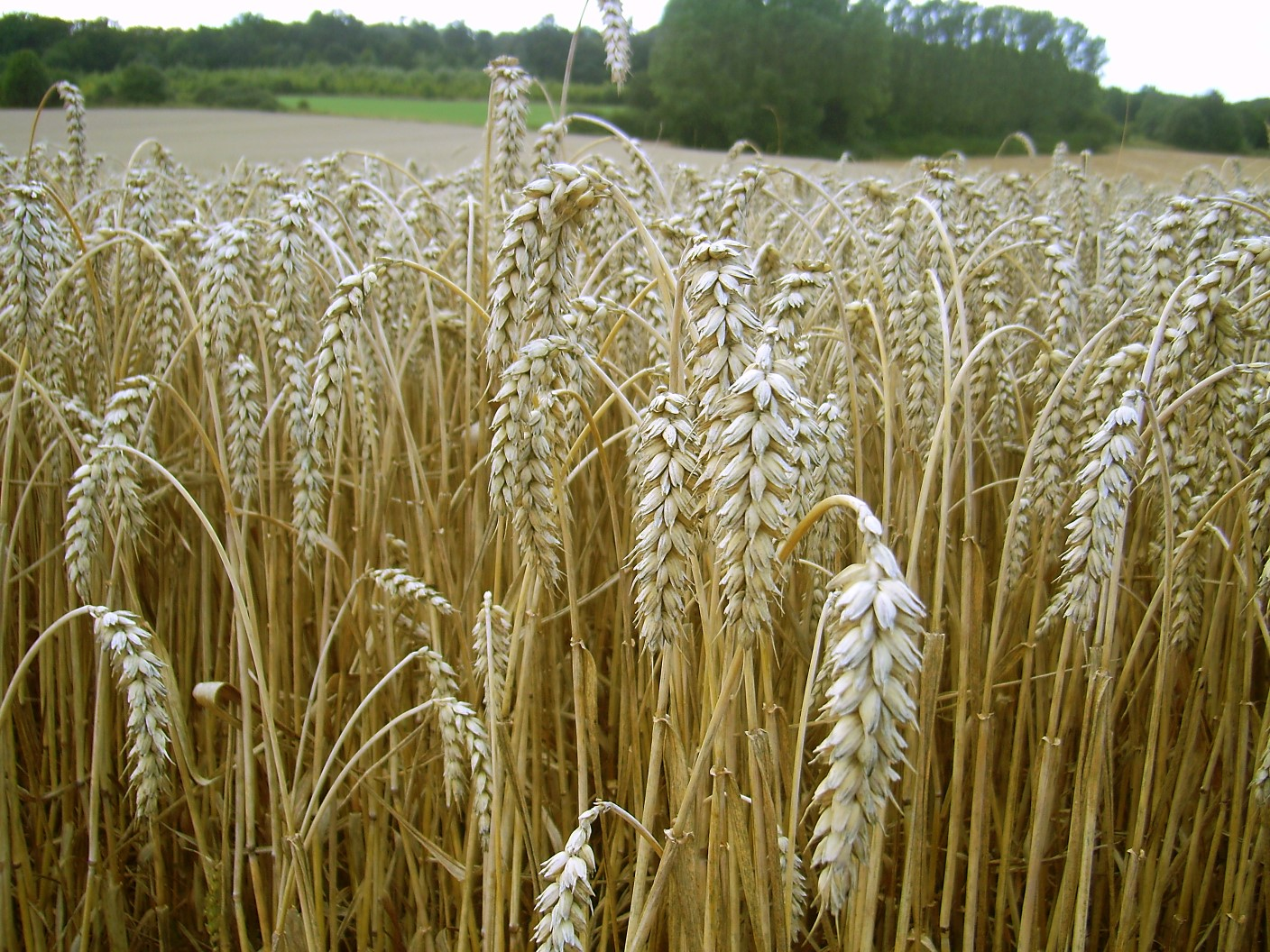
Reife Weizenähren

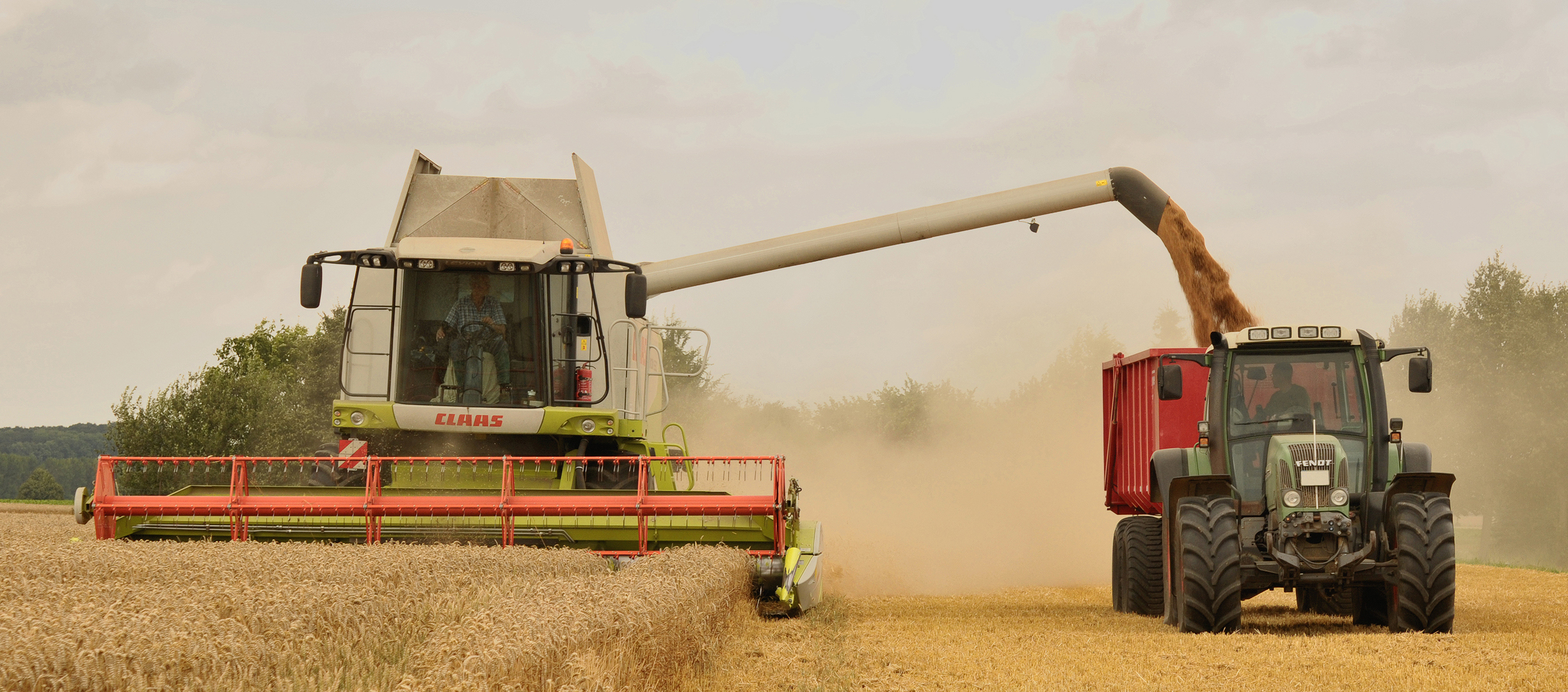
Ein Mähdrescher mäht und drischt den Weizen, zerkleinert die Spreu und bläst diese über das Feld. Der gedroschene Weizen wird bei voller Fahrt auf einen Anhänger umgeladen.

Bei der Weltgetreideernte stellten die verschiedenen Arten des Weizens mit 765,77 Mio. t (2019) das am zweithäufigsten angebaute Getreide nach Mais (1,15 Mrd. t) dar. Die Anbaufläche für Weizen nahm weltweit 215,9 Millionen Hektar ein.
Der durchschnittliche Ertrag lag weltweit bei 34,2 dt/ha, wohingegen in Deutschland ca. 66,7 dt/ha geerntet wurden. Spitzenwerte liegen bei 120 dt/ha. Diese sind, nach Mais (59,2 dt/ha) und Reis (46,8 dt/ha), die dritthöchsten Kornerträge aller Getreidearten. Es werden durchschnittlich 2 dt/ha Saatgut ausgebracht.
Weizen ist für Menschen in vielen Ländern ein Grundnahrungsmittel (Brotgetreide) und hat eine große Bedeutung in der Tiermast.
Hartweizen ist besonders für die Herstellung von Teigwaren (Hartweizengrieß) geeignet – wird aber in Deutschland so gut wie nicht angebaut (2009: 62.000 t, dies entspricht lediglich 0,2 % der gesamten Weizenproduktion). Geschälte und polierte Weizenkörner finden als Graupen in der Küche Verwendung.
Weizen wird weltweit an Warenterminbörsen gehandelt, unter anderem an der Chicago Board of Trade (CBoT), der Kansas City Board of Trade (KCBOT), der Eurex (Zürich) und der MATIF (Paris).
Die internationale Wertpapierkennnummer (ISIN) für Weizen im Börsenhandel lautet: US12492G1040.

### Die größten Weizenproduzenten
Im Jahr 2022 betrug die weltweite Weizenernte 808.441.568 t.
Folgende Tabelle gibt eine Übersicht über die 20 größten Produzenten, die insgesamt 86,8 % der Erntemenge produzierten.
| Rang | Land                | Menge (in t) |    | Rang                   | Land             | Menge (in t) |
| ---- | ------------------- | ------------ | -- | ---------------------- | ---------------- | ------------ |
| 1    | Volksrepublik China | 137.720.000  | 11 | Ukraine                | 20.729.240       |              |
| 2    | Indien              | 107.742.070  | 12 | Türkei                 | 19.750.000       |              |
| 3    | Russland            | 104.233.944  | 13 | Kasachstan             | 16.404.491       |              |
| 4    | Vereinigte Staaten  | 44.902.320   | 14 | Vereinigtes Königreich | 15.540.000       |              |
| 5    | Australien          | 36.559.450   | 15 | Polen                  | 13.195.120       |              |
| 6    | Frankreich          | 34.632.380   | 16 | Brasilien              | 10.343.182       |              |
| 7    | Kanada              | 34.334.787   | 17 | Iran                   | 10.000.000       |              |
| 8    | Pakistan            | 26.208.672   | 18 | Ägypten                | 9.700.000        |              |
| 9    | Deutschland         | 22.587.300   | 19 | Rumänien               | 8.684.240        |              |
| 10   | Argentinien         | 22.150.287   | 20 | Äthiopien              | 7.000.000        |              |
|      |                     |              |    | Top Twenty             | 702.095.510      |              |
|      |                     |              |    |                        | restliche Länder | 106.346.058  |

Zum Vergleich: die Jahresernte in Österreich betrug 1.712.530 t und in der Schweiz 487.145 t.
Siehe auch:
- Liste der größten Getreideproduzenten

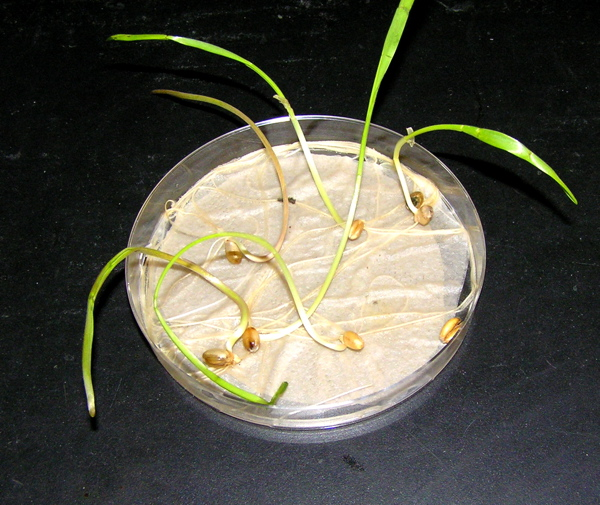
Gekeimte Weizenkörner

- Die größten Roggenproduzenten
- Die größten Gersteproduzenten
- Die größten Reisproduzenten
- Die größten Maisproduzenten
- Die größten Haferproduzenten

### Welthandel
Manche Staaten bezahlen Exportsubventionen, damit der Weizen zum Weltmarktpreis gehandelt werden kann. Beispielsweise exportierte Deutschland 2016 ein Viertel seiner Weizenexporte nach Afrika. Australien musste 2019 wegen der Hitzewelle 2018/2019, erstmals seit 2007, wieder in geringem Umfang proteinreichen Weizen (aus Kanada) importieren. Die Exportmenge Australiens war in diesem Zeitraum mehr als achtzehnmal so hoch.

#### Exporte
Die größten Exporteure von Weizen weltweit waren 2021 Russland mit 27,4 Mio. t, Australien (25,6 Mio. t), USA (24,0 Mio. t), Kanada (21,5 Mio. t), Frankreich (19,8 Mio. t) und die Ukraine (19,4 Mio. t).
Nach dem russischen Überfall auf die Ukraine werden 2022 erhebliche Ausfälle der Exporte von Weizen, Gerste, Mais und Sonnenblumenöl erwartet. Darauf reagierten einige Staaten mit Exportbeschränkungen: So verbot Serbien den Export von Weizen, Ungarn den Export aller Getreide.

#### Importe
Im Jahr 2021 belief sich der Import von Weizen in Indonesien  auf 11,5 Mio. t, in China auf 9,7 Mio. t, in der Türkei auf 8,9 Mio. t, in Algerien auf 8,0 Mio. t  und in Italien auf 7,3 Mio. t.
Deutschland importierte im selben Jahr 3,9 Millionen Tonnen, Österreich 1,2 Mio. t und die Schweiz 428.000 t Weizen.

### Erkrankungen
Weizenbrand, eine durch den Pilz Magnaporthe oryzae pathotype Triticum verursachte Erkrankung, breitet sich seit den 1980er-Jahren rapide aus und beeinträchtigt die Weizenproduktion in tropischen und subtropischen Regionen weltweit.

### Auswirkungen von globaler Erwärmung und Bevölkerungswachstum
Die globale Erwärmung führt zu einer Häufung von Trocken- und Hitzeperioden und damit zu einer Verstärkung der Schwankungen bei den Erträgen der Weizenproduktion. Es lässt sich auf Basis von Feldversuchen abschätzen, dass die weltweit produzierte Weizenmenge mit jedem weiteren Grad Celsius Temperaturanstieg um 6 % sinken wird. Selbst im Falle der Erreichung der im Pariser Abkommen anvisierten Begrenzung des globalen Temperaturanstiegs auf zwei Grad Celsius ergeben sich negative Auswirkungen auf die weltweiten Ernteerträge pro Fläche. Daraus ergibt sich zwecks Anpassung an die globale Erwärmung die Notwendigkeit eines Umstiegs auf trockenresistentere Weizensorten, etwa durch Züchtung neuer Weizensorten, welche den Ertragsrückgang teilweise, jedoch nicht vollständig dämpfen können.

## Weizenkeimöl
Weizen enthält (wie oben ersichtlich) nur wenig Fett. Der Ölgehalt der Weizenkeime liegt zwischen 8 und 12 %. Das Öl besteht zu über 60 % aus mehrfach ungesättigten Fettsäuren, davon zu ca. 88 % aus der Omega-6-Fettsäure Linolsäure.
Weizenkeimöl hat einen Anteil von 200–300 mg Vitamin E pro 100 g und ist damit das Öl mit dem höchsten Gesamtgehalt an diesem Vitamin. Das Vitamin E in Weizenkeimöl besteht überwiegend aus α-Tocopherol, mit etwa 1,2 mg/100 g sind auch etwas Tocotrienole enthalten. Weizenkeimöl weist nur eine geringe Oxidationsstabilität auf.

## Sonstiges
- Weizenstroh kann als Flechtwerk dienen z. B. für Strohhüte oder zu Faserplatten[48] verarbeitet werden.